# Шарафеев, Равиль Шагапович
Равиль Шагапович Шарафеев (тат. Равил Шиһап улы Шәрәфиев; род. 5 апреля 1938, Большие Салтаны, Рыбно-Слободский район, Татарская АССР) — советский и российский театральный актёр, народный артист РСФСР (1988).

## Биография
Равиль Шагапович Шарафеев родился 5 апреля 1938 года в деревне Большие Салтаны Рыбно-Слободского района Татарской АССР. В 1955—1956 годах работал заведующим сельским клубом в родном селе Большой Салтан.
В 1961 году окончил татарскую студию Высшего театрального училища им. М. Щепкина в Москве.
С 1961 года играет в Татарский академический театр драмы. За годы работы в театре создал более 100 образов в спектаклях по пьесам татарской, русской и мировой драматургии.

## Награды и премии
- Премия комсомола Татарии имени Мусы Джалиля (1978).
- Народный артист Татарской АССР (1978).
- Заслуженный артист РСФСР (31.07.1984).
- Народный артист РСФСР (1.06.1988).
- Государственная премия Республики Татарстан имени Габдуллы Тукая (1992).
- Медаль «За доблестный труд» (2008).
- Орден «За заслуги перед Республикой Татарстан» (2013).
- Орден «Дуслык» (2023)[1].

## Работы в театре
- «Мы не расстанемся» Ш. Шахгали — Яхъя
- «Тополёк мой в красной косынке» Ч. Айтматова — Михаил
- «Мера за меру» У. Шекспира — герцог
- «Укрощение строптивой» В. Шекспира — Петруччо
- «Женитьба Фигаро» П. Бомарше — граф Альмавива
- «Кул Гали» Н. Фаттаха — Хаджибек
- «Неспетая песня» М. Карима — Низам
- «Не бросай огонь, Прометей!» М. Карима — Адамшах
- «Старик из деревни Альдермеш» Т. Миннуллина — Ажаль (Смерть)
- «Дружеский разговор», «Прощайте» Т. Миннуллина — Рафис
- «Ильгизар + Вера» Т. Миннуллина — Ислам
- «Четыре жениха Диляфруз» Т. Миннуллина — Исмагил
- «Банкрот» Г. Камала — Сиразетдин
- «Нашествие» Л. Леонова — Фёдор
- «Как звезды в небе» по М. Горькому — Башкин
- «Капризный жених» К. Тинчурина — Рашит
- «Американец» К. Тинчурина — Искандер
- «Голубая шаль» К. Тинчурина — Галяви
- «Гульжамал» Н. Исанбета — Акми
- «Зифа» Н. Исанбета — Балтаев
- «Ходжа Насретдин» Н. Исанбета — Ходжа Насретдин
- «Бесприданница» А. Островского — Робинзон
- «Наследие» Г. Каюма — Хаким
- «Русалка — любовь моя» З. Хакима — Марданша
- «Зулейха» Г. Исхаки — Гимади
- «Станция Шамбодэ» Э. Лабиша — Теодор
- «Суббота, воскресенье, понедельник» Э. де Филиппо — Антонио
- «Ханума» А. Цагарели — князь Пантиашвили
- «Жизнь есть сон» П. Кальдерона — Басилио
- «Черная бурка» Г. Хугаева — Кваркан
- «Три сестры» А. П. Чехова — Чебутыкин
- «Мчит меня мой конь в Казань» Зульфата Хакима — Салих

## Фильмография
- 1961  — Первый Театр — Хабибрахман
- 1975  — Клад — Зарипов
- 2004  — Сага древних булгар. Лествица Владимира Красное Солнышко — Мамун
- 2009  — Орлы
- 2012  — Потеря